# Иоанн (Василевский)
Епи́скоп Иоа́нн (в миру Иван Александрович Василевский или Васильевский; 1864 — 4 марта 1931, село Вешняки, Московская область) — епископ Русской православной церкви, епископ Воскресенский, викарий Московской епархии.

## Биография
Окончил Московскую духовную академию. Был протоиереем, настоятелем храма Успения Божией Матери в Вешняках.
Заведовал церковно-приходской школой в Выхине. В его доме напротив храма Воскресения Христова в Вешняках принимали странников, кормили голодных. Был духовником первого округа Московского благочиния.
В 1918 году овдовел. Татьяна Фёдоровна Коршунова, правнучка епископа Иоанна, рассказывала: «Любовь Егоровна болела недолго, но очень тяжело, она была глубоко верующим, искренним человеком. Дедушка вспоминал, что она говорила: „Мне хотя бы на последней ступенечке в раю постоять“. Когда она умирала, отец Иоанн сидел у её кровати. Она так ослабла, что не могла даже говорить. Видно, чувствуя, что отходит в мир иной, она захотела перекреститься, а сил поднять руку уже не было. Отец Иоанн по взгляду понял её желание. Взял её руку и ею перекрестил. Она обрадовалась, что он все понял, и улыбнулась. С этой улыбкой на устах она и скончалась».
В 1922 году, когда в Поволжье разразился страшный голод, Патриарх Тихон обратился с воззванием к «народам мира и православному человеку» с просьбой о помощи. Настоятель вешняковского храма протоиерей Иоанн Василевский по этому поводу сказал такую проникновенную проповедь, что многие прихожане в храме плакали. Средств нуждающимся в храме села Вешняково собрали больше, чем в других приходах, что не спасло храм от разграбления властями в ходе кампании по изъятию церковных ценностей.
13 (26) сентября 1923 года, будучи в сане протоиерея, избран Патриархом Тихоном епископом Бронницким
7 октября 1923 года хиротонисан во епископа Бронницкого, викария Московской епархии. Хиротонию возглавил Патриарх Тихон. Продолжал жить и служить в Вешняках.
Последовательно поддерживал преемников Патриарха Тихона митрополитов Петра (Полянского) и Сергия (Старогородского).
С 1927 года — епископ Воскресенский (титуловался по городу Воскресенск, ныне Истра), викарий той же епархии.
В конце 1920-х годов его детям предложили отказаться от отца. Они этого не сделали и тогда владыка, чтобы не подвергать своих близких опасности, переселился из церковного дома на другую сторону железной дороги. Тайком, по ночам, чтобы не заметили и не донесли, маленькая внучка Люба — дочь младшего сына Владыки — тайком приходила к дедушке и приносила ему еду.
Проживал на покое в селе Вешняках под Москвой (ныне в черте Москвы), где скончался 4 марта 1931 года от рака кишечника. Отпевание после было совершено в церкви села Вишняков Заместителем Патриаршего Местоблюстителя митрополитом Сергием (Страгородским) в сослужении архиепископа Велико-Устюжского Софрония (Арефьева), епископа Подольского Иннокентия (Летяева) и епископа Кимрского Иоанна (Соколова). Погребён в Вешняках с левой стороны алтаря нижнего Успенского храма.